# Женский антифашистский фронт Македонии

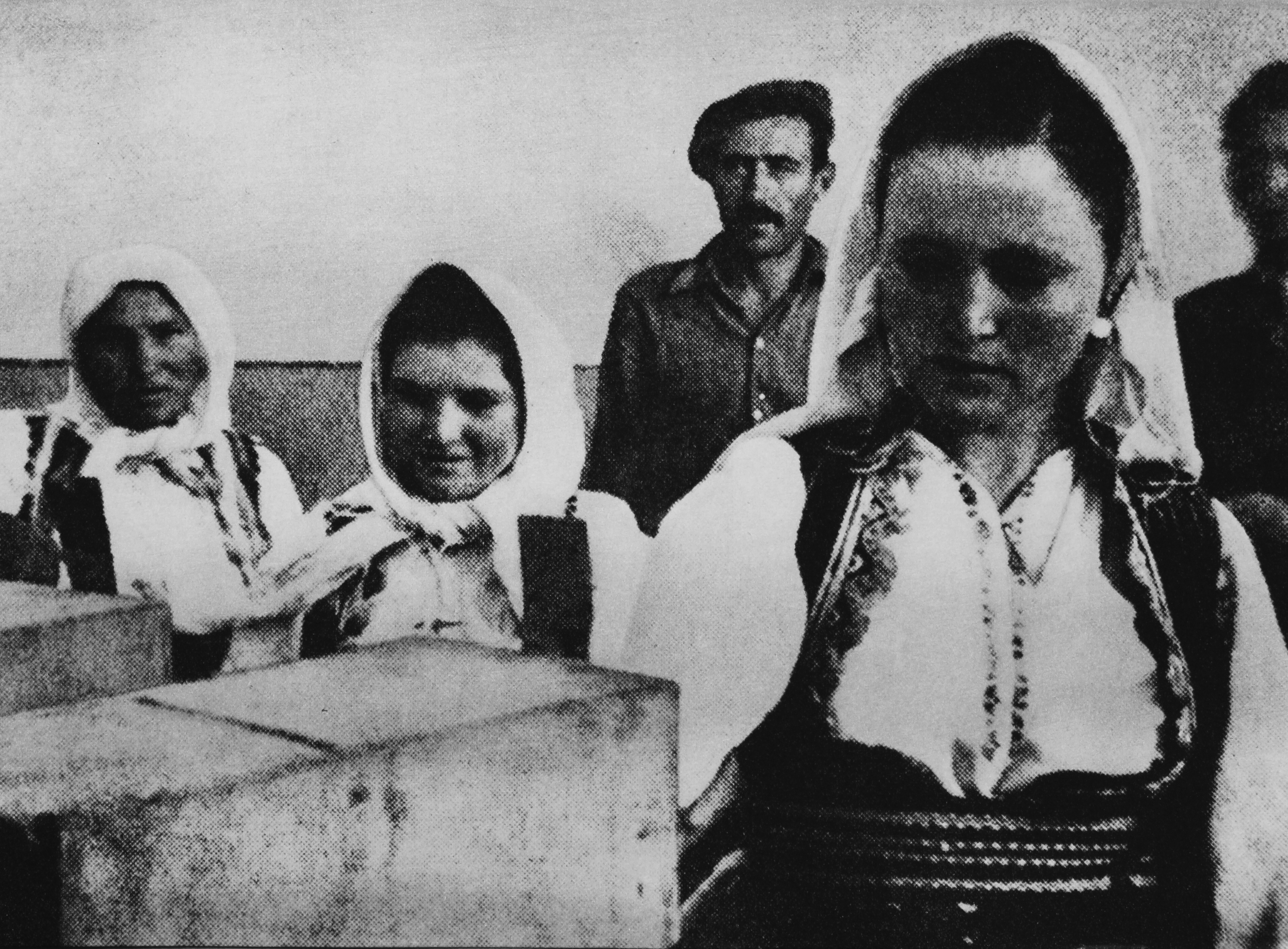
Македонские женщины голосуют на выборах депутатов в скупщины Югославии и Македонии в 1945 году

Женский антифашистский фронт Македонии (макед. Антифашистички фронт на жените на Македонија) — феминистское движение, появившееся в югославской Македонии во время Народно-освободительной войны Югославии. Является предшественником нескольких современных феминистских организаций в Северной Македонии. Фронт была сформирован в 1942 году вместе с другими женскими антифашистскими фронтами в оккупированной Югославии.
Наиболее заметной фигурой в этом движении была Веселинка Малинская, участница Народно-освободительной войны и Антифашистского собрания по народному освобождению Македонии, чей отец принимал участие в Илинденском восстании 1903 года.
Главная цель движения состояла в том, чтобы улучшить школьное образование для женщин и повысить уровень их грамотности, поскольку большинство неграмотных в то время составляли женщины. После Второй мировой войны,  в период Гражданской войны в Греции (1946-1949) эта организация, как и Народно-освободительный фронт и молодёжная ассоциация Национального освобождения в Греческой Македонии, были запрещены королевским греческим правительством как «преступные».